# 帕帕纳萨姆
帕帕纳萨姆（Papanasam），是印度泰米尔纳德邦坦贾武尔县的一个城镇。总人口16397（2001年）。

## 人口
该地2001年总人口16397人，其中男性8118人，女性8279人；0—6岁人口1761人，其中男906人，女855人；识字率75.95%，其中男性为81.82%，女性为70.19%。

## 同名山峰
泰米尔纳德邦提納弗利（或譯蒂魯內爾維利）縣有一座山峰亦名Papanasam，譯為帕帕纳萨姆山或巴波那桑山，即佛教傳說中的補怛洛伽山（普陀洛迦山）。